# Cussy-la-Colonne
Cussy-la-Colonne település Franciaországban, Côte-d’Or megyében. Lakosainak száma 44 fő (2022. január 1.). Cussy-la-Colonne Montceau-et-Écharnant, Saint-Romain és Val-Mont községekkel határos.

## Népesség
A település népességének változása:
| Lakosok száma | 43   | 52   | 47   | 52   | 65   | 58   | 42   | 40   | 39   | 44   |
|               | 1968 | 1982 | 1990 | 2006 | 2013 | 2015 | 2017 | 2019 | 2020 | 2022 |